# 베이비시터를 위한 몬스터 사냥 가이드
《베이비시터를 위한 몬스터 사냥 가이드》(영어: A Babysitter's Guide to Monster Hunting)는 2020년 넷플릭스에서 공개한 미국의 코미디 가족 판타지 영화다. 타마라 스마트, 톰 펠튼, 인디야 무어, 우나 로렌스 등이 주연하고 레이첼 탈라레이가 감독을 맡았다.

## 출연

### 주연
- 타마라 스마트 - 켈리 퍼거슨 역
- 톰 펠튼 - 더 그랜드 귀그놀 역
- 인디야 무어 - 페기 드루드 역
- 우나 로렌스 - 리즈 레루 역

### 조연
- 모모나 타마다 - 일본인 베이비시터 역
- 카메론 밴크로프트 - 피트 퍼거슨 역